# Perehonivka, Kobeleakî
Perehonivka (în ucraineană Перегонівка) este un sat în comuna Kirove din raionul Kobeleakî, regiunea Poltava, Ucraina.

## Demografie
Componența lingvistică a localității Perehonivka
     Ucraineană (95,74%)
     Rusă (3,99%)
     Alte limbi (0,27%)
Conform recensământului din 2001, majoritatea populației localității Perehonivka era vorbitoare de ucraineană (95,74%), existând în minoritate și vorbitori de rusă (3,99%).